# Taco Edelman
Taco Edelman  (Amsterdam, 1 juli 1908 - Wassenaar, 31 juli 1983) was een Nederlandse waterbouwkundige, gespecialiseerd in de kustmorfologie.

## Levensloop
Taco Edelman was een zoon van her onderwijzersechtpaar Bastiaan Edelman en Neeltje Temme. Hij was, na in 1932 met lof te zijn afgestudeerd aan de Technische Hogeschool in Delft in eerste instantie werkzaam bij het ingenieursbureau Van Hasselt en de Koning. In 1937 is hij naar Den Haag vertrokken, waar hij werkzaam was bij Rijkswaterstaat, in eerste instantie als hoofd hydrografie, laatstelijk als hoofd van de afdeling Kustonderzoek van de Directie Waterhuishouding en Waterbeweging in Den Haag. In de eerste jaren bij Rijkswaterstaat was hij verantwoordelijke voor de waterstaatskaart.  In 1958 verzorgde hij een nieuwe druk hiervan.
In mei 1941 is hij in Den Haag getrouwd met J.A. (Johanna Adriana??) Kerremans.
Rond 1 juli 1941 is hij overgeplaatst naar Arnhem; hij is in Oosterbeek gaan wonen. In november 1942 is hij weer naar Den Haag vertrokken. Op 1 augustus 1946 is hij bij Rijkswaterstaat in vaste dienst gekomen. In de winter van 1946/47 is hij ook ingezet voor de buitengewone riviercorrespondentie, met standplaats Oosterbeek. In 1948 is hij benoemd tot hoofdingenieur met standplaats Den Haag.
Hij was er zich sterk van bewust dat het stoppen van zandstromen onherroepelijk leidt tot problemen. Met de aanleg van strandhoofden kan lokaal de erosie tegengehouden worden, maar het gevolg is een grote erosie net voorbij het laatste hoofd. Dit was onder andere van toepassing bij Scheveningen.
Bekendheid heeft hij vooral gekregen door het modelleren van het gedrag van zandige kusten, zoals beschreven in zijn nota's van 1962 en 1964,

## Bodem
In mei 1947 heeft Edelman een lezing gehouden op de jaarvergadering van de Nederlandse Bodemkundige Vereniging over de oever: oude ontginningen van de veengebieden in de Nederlandse kuststrook, waarbij hij een theorie gaf over het ontstaan van de jonge Zeeklei-afzettingen achter de kustwal, toegelicht met geologische feiten, archeologische gegevens en waterstaatkundige aanwijzingen.
In 1953 is hij gekozen tot voorzitter van de Archeologische Werkgemeenschap voor Westelijk Nederland, afdeling Den Haag en Omstreken.

## Publicaties
- Exploitatie van turf ver vòòr de Middeleeuwen.Tijdschr. Aardrijksk. Genootschap 69: 476-477.
- Het mechanisme van dijkbeschadigingen en dijkdoorbraken (1953)
- Tectonic movements as resulting from the comparison of two precision levellings (1954) Geologie & Mijnbouw, 16e jg, Pg. 209-212
- Doorbraakvrije zeedijken (1954) met commentaar van Wemelsfelder
- Stabiliteit van dijkbelopen (1958)
- Oude ontginningen van de veengebieden in de Nederlandse kuststrook, Tijdschrift voor Economische en Sociale Geografie 49 (1958) 239-245
- Bodemdaling en zeespiegelrijzing(1959) in land & water nr3 en OTAR nr 2
- Die geologischen Folgen ehemaliger Moorlandrodungen im Küstenraum der Niederlande. Zeitschrift der Deutschen Geologischen Gesellschaft, november 1960.
- Kustverdediging door kunstmatige zandvoeding (1960) Nota WWK 60-3
- Verhoging Helderse zeewering (1960) Nota WWK 60-2
- Voorlopig rapport 1961(Werkgroep gesloten dijkbekledingen) (1961)
- Aeolisch zandtransport aan de kust (1961) Memo WWK 61-2
- Verstoringen in de kustlijn t.g.v. de aanwezigheid van zeegaten (1961) Nota WWK 61-3
- Erosie en aanwas van het kustvak Den Helder - Hoek van Holland (1961) Nota WWK 61-1
- Genese en ontwikkeling van het kustlandschap tussen Duinkerken en de Jadeboezem (1962) Nota WWK 62-2
- Kustvorm en materiaaltransport (1962) Nota WWK 62-1
- Riviermonden ten tijde van de Romeinen. land & water, nov/dec 1962
- Some characteristics of the Dutch coast (1962) ICCE 8 met D.N. Eggink
- Nota inzake de duinwaterkering op Ameland tussen raai 11.150 en raai 11.750 (1963) Nota WWK 63-1
- Verslag omtrent een studiereis door de Verenigde Staten van Amerika (24 okt. - 3 nov. 1962) (1963) met Svasek Nota WWK 63-4
- Vormveranderingen aan zandige kusten (I) Algemene inleiding en afleiding v/d kustvergelijking. Nota WWK 64-1
- Vormveranderingen aan zandige kusten (II) Het dwarstransport en het materiaal transport haaks op de kust.  Nota WWK67-3
  - beide opgenomen in Morphological changes of sandy coasts met WT Bakker 1970)
- Duinafslag bij stormvloeden : een theoretische benadering (1964)  Nota WWK 64.2
- The coastlines river-deltas (1964) ICCE 10 met W.T. Bakker
- Bijdragen tot de historische geografie van de Nederlandse kuststreken : deel I. Grondslagen en methoden (1965) Nota WWK 66-1
- Beschouwingen naar aanleiding van het besprokene op de vergadering van de Werkgroep Duinafslag op 17 december 1965 (1965)  Nota WWK 65-2
- Duinafslag door de stormvloeden van november en december 1965 langs de kust van Goeree (1966) Nota WWK 66-4
- De wegen en plaatsnamen van de Peutinger kaart. In: Land en Water 1966 (10), no. 1
- Systematic measurements along the Dutch coast (1966) ICCE 12
- Some remarks on the cross-section of a sandy coast (1967)
- Enkele beschouwingen betreffende het modelonderzoek naar duinafslag (1969) Nota WWK 69-3
- Duinhoogten langs de Hollandse kust (1969) Nota WWK 69-4
- Analyse van enige stormvloedsprofielen nabij Wassenaar (1969) Nota WWK 69-8
- Analyse van stormvloedsprofielen in Noord-Holland, Texel en Ameland na de storm van 20 februari 1970 (1970)  Nota WWK 70-6
- Analyse van enige strandprofielen van Delfland (1970)  Nota WWK 70-5
- Ontwerp voor een methode ter bepaling van duinafslag tijdens stormvloeden (1970)  Nota WWK 70-7
- Analyse van enige modelproeven inzake duinafslag (1970)  Nota WWK 70-3
- De basisoplossing voor een lineaire partiële differentiaalvergelijking (1971)  Nota WWK 71-17
- Bodemdaling en zeespiegelrijzing (1971)  Nota WWK 71-1
- Onderzoekingen naar een eigenaardige indeling van de oude Hollandse kustgouwen (1972)  Nota WWK 72-7
- Dune erosion during storm conditions (1972)  Nota WWK 72-6, paper voor 11e ICCE
- Kustverdediging voor het westhoofd van Goeree (1973)  Nota WWK 73-2
- Bijdrage tot de historische geografie van de Nederlandse kuststreek (1974)  Rijkswaterstaat-serie ; 14
- Uit de historie van de lage landen bij de zee (1975)